# Ратови звезда: Ратови клонова (ТВ серија из 2003)
Ратови звезда: Ратови клонова (енгл. Star Wars: Clone Wars) је америчка анимирана телевизијска серија адаптирана, режирана, продуцирана и написана од стране Џендија Тартаковског постављена у универзум Ратова звезда. Продуцирана и изашла је између филмова Напад клонова и Освета сита, први је од много радова који истражује конфликт између два позната Клонска рата, и директно после серије следи Освета сита. Серија прати догађаје више ликова из преднаставка Ратова звезда, углавном о џедајима и клонских војника, у њиховом рату против дроидских армија Конфедерација Независних Система. Серија је значајна по томе што је додала лика Генерала Гривуса у универзум Ратова звезда.
Серија се емитовала на Картун нетворку, са три сезоне и 25 епизода од 2003. до 2005. године, и била је прва серија Ратова звезда од серије Ратови звезда: Евокси из 1986. године. Прве две сезоне серије Ратови клонова, познате заједно као „Први део”, су продуцирана у дво- до троминутном "микро" формату, док је трећа сезона са пет петнаестоминутних епизода позната као „Други део”. Оба дела су касније изашла као кућни видео направљена као филмови. Од изласка, серија је добила позитивне критике критичара и освојила је неколико награда, као што је Награда Еми за ударне термине за анимирани програм двапут за оба дела.
Успех серије Ратови звезда: Ратови клонова, коју је креатор Ратова звезда Џорџ Лукас описао као „пилот серију”, уследио је до друге серије Клонских ратова, Ратови звезда: Ратови клонова, која се емитовала од 2008. до 2020. године.